# Quincy Antipas
Quincy Antipas (ur. 20 kwietnia 1984 w Harare) – zimbabwejski piłkarz, grający na pozycji napastnika.

## Kariera klubowa
Antipas zanim opuścił w wieku 22 lat rodzinny kraj, występował w dwóch klubach: Motor Action FC i CAPS United. W 2006 roku trafił do Maroka, gdzie po jednym sezonie występował w Moghreb Tétouan i Maghreb Fez. Latem 2008 roku przeniósł się do Danii. Reprezentował barwy Blokhus FC, następnie HB Køge, a w latach 2010−2012 SønderjyskE Fodbold. Zimą 2013 roku podpisał umowę z Brøndby IF. Następnie grał w takich klubach jak: Hobro IK (2014-2018), Boldklubben af 1893 (2019), Værebro BK 1968 (2019-2020) i Skovshoved IF (2020-2021).

## Kariera reprezentacyjna
W reprezentacji Zimbabwe zadebiutował w 2006 roku. Do 2011 rozegrał w niej 8 meczów i strzelił 1 gola.